# 66 (gra karciana)
66, zechcyk (niem. Sechsundsechzig) – gra karciana polegająca na zbieraniu lew i punktów za karty. Celem jest uzbieranie co najmniej 66 pkt. Wywodzi się z Niemiec, gdzie cieszy się popularnością podobną do bardziej prestiżowego skata. Jest popularna w południowej Polsce. 
Gra wywodzi się od mariasza popularnego w dawnej Polsce. 

## Zasady gry

### Wstęp
Gra jest rozgrywana talią 24 kart od asów do dziewiątek. W wersji dla dwóch osób rozdający rozdaje każdemu graczowi 6 kart. Pozostałe karty tworzą stos. Pierwsza karta ze stosu jest odsłaniana, a kolor tej karty wyznacza kolor atutowy obowiązujący do końca rozdania. Gra polega na braniu lew i zbieraniu punktów za karty. Celem jest uzbieranie 66 pkt. 
Starszeństwo kart jest następujące (od najstarszej): 
A, 10, K, Q, J, 9.
Wartość kart jest następująca: 
- A - 11 pkt.
- 10 - 10 pkt.
- K - 4 pkt.
- Q - 3 pkt.
- J - 2 pkt.

Ponadto w grze są pkt. za meldunki i premia 10 pkt. za wzięcie ostatniej (tzn. dwunastej) lewy. Zatem w grze jest do zdobycia 130 pkt. nie licząc pkt. za meldunki.   

### Rozgrywka
Rozgrywka polega na zbieraniu lew. Składa się z dwóch faz: 
1. Faza pierwsza - gdy są jeszcze karty na stosie[1].
2. Faza druga - gdy stos jest wyczerpany[1].

Rozgrywkę rozpoczyna przeciwnik rozdającego kładąc dowolną kartę. Po nim dowolną kartę dokłada drugi gracz. Lewę zdobywa gracz, który wyłożył najstarszego atuta. Jeżeli w lewie nie ma atutów zdobywa ją gracz, który wyłożył najstarszą kartę w kolorze wistu. Zwycięzca lewy bierze kartę z góry stosu bez pokazywania jej przeciwnikowi. Po nim to samo robi drugi gracz. Następnie zwycięzca lewy wychodzi do następnej. Dopóki stos nie jest wyczerpany nie ma obowiązku dokładania do koloru ani przebijania. Gdy stos jest wyczerpany należy dokładać do koloru. Ponadto w fazie drugiej istnieje obowiązek przebijania o ile tylko to możliwe. Zdobywca ostatniej (tzn. dwunastej) lewy otrzymuje premię 10 pkt.   
Jeśli gracz ma wśród swoich kart atutową dziewiątkę, to może zamienić ją miejscami z kartą wyświęconą. Może to jednak uczynić tylko gdy zagrywa do lewy jako pierwszy. 

### Meldunki
W grze istnieje także możliwość zgłoszenia meldunku. Meldunek to król i dama tego samego koloru. Meldunek może zgłosić gracz, który wychodzi do nowej lewy. Meldunek zgłasza się poprzez zagranie jednej z tych kart mówiąc przy tym „melduję”. Meldunek w kolorze atutowym jest warty 40 pkt. Meldunek w kolorze nieatutowym jest warty 20 pkt. Pkt. za meldunek otrzymuje się, jeżeli w dalszej części gry weźmie się co najmniej jedną lewę. Meldunek można zgłosić dopóki stos nie jest wyczerpany.   

### Zamknięcie stosu
Gracz, którego kolej na wyjście do nowej lewy może "zamknąć" stos. Robi to poprzez odwrócenie karty wyznaczającej kolor atutowy koszulką do góry i położenie jej na stosie. Może to zrobić nawet przed pobraniem karty ze stosu. Gracz zobowiązuje się w ten sposób do ugrania 66 punktów. Od tego momentu karty nie są dobierane, a gra toczy się zgodnie z regułami z fazy 2 z wyjątkiem tego, że nie ma premii za ostatnią lewę. Jeżeli zamykający uzyska 66 oczek, wygrywa rozdanie i otrzymuje punkty według zasad opisanych poniżej. Jednakże, jeśli nie zdobędzie on 66 oczek, wówczas punkty są zapisywane przeciwnikowi - 2 jeśli blokujący zdobył lewę lub gdy przeciwnik uzyskał 66 przed nim, zaś 3 jeśli blokujący oddał wszystkie lewy po zablokowaniu talonu. 

### Punktacja
Rozdanie wygrywa gracz, który zdobył 66 oczek łącznie ze wszystkich lew i meldunków. Zgłoszenie zdobycia 66 oczek możliwe jest też przed końcem rozdania. Gracz, który wziął ostatnią lewę, uzyskuje dodatkowe 10 oczek. Za wygranie rozdania otrzymuje się określoną liczbę punktów:
- 1 pkt. - jeżeli przeciwnik zdobył co najmniej 33 pkt[1].
- 2 pkt. - jeżeli przeciwnik zdobył mniej niż 33 pkt., ale zdobył co najmniej jedną lewę[1].
- 3 pkt. - jeżeli przeciwnik nie zdobył ani jednej lewy[1].

Jeżeli gra toczy się do wyczerpania stosu, to wygrywa gracz, który zdobył co najmniej 66 pkt. Jeżeli natomiast obaj gracze mają po 65 punktów, wówczas jest remis i punktów za grę nie przyznaje się. 

## Wersje dla 3 i 4 osób

### Wersja dla 3 graczy
Rozdający rozdaje każdemu graczowi po 3 karty. Gracz po lewej rozdającego może zajrzeć w swoje karty i wybrać kolor atutowy. Jeżeli zrezygnuje z tego prawa, rozdający rozdaje wszystkim graczom kartę i odsłania kartę dla gracza po lewej. Jej kolor wyznacza kolor atutowy. Następnie rozdaje resztę kart tak, że każdy gracz ma po 8 kart. Nie ma stosu. Gracz siedzący po lewej rozdającego wistuje jako pierwszy. Istnieje obowiązek dokładania do koloru i przebijania jeżeli to możliwe. Gracz, który wychodzi jako pierwszy do nowej lewy może zgłosić meldunek. Wygrywa gracz, który zdobył co najmniej 66 pkt. Otrzymuje po 1 pkt. od pozostałych graczy o ile mieli co najmniej 33 pkt. Gracz, który miał mniej niż 33 pkt. "płaci" zwycięzcy 2 pkt. Gracz, który nie wziął ani jednej lewy płaci 3 pkt. 

### Wersja dla 4 osób
Gra toczy się w stałych parach. Partnerzy siedzą naprzeciwko siebie. Rozdający rozdaje każdemu po 6 kart i odsłania ostatnią kartę. Jej kolor wyznacza kolor atutowy. Gra toczy się jak w przypadku gry dla dwóch osób, jednak tym razem meldunek może zgłosić gracz wistujący do nowej lewy lub jego partner. Zwycięża drużyna, która uzbierała co najmniej 66 pkt. i otrzymuje 1, 2 lub 3 pkt. zgodnie z zasadami jak w grze na 2 osoby. 

## 66, a schnapsen
Istnieje wersja gry 66 – schnapsen. Zasady gry są takie same jak w 66 ale gra się 20 kartami (bez dziewiątek) i rozdaje się 5 kart. Wersja ta jest popularna w Austrii.